# ایلدن
ایلدن (به هلندی: Elden) یک روستا، شهرستان و محله در هلند است که در آرنهم واقع شده‌است. ایلدن ۲٬۰۸۹ نفر جمعیت دارد.